# Banite (gmina)
Banite (bułg. Община Баните) – gmina w południowej Bułgarii, w obwodzie Smolan.

## Miejscowości
Miejscowości wchodzące w skład gminy Banite:
- Banite (bułg.: Баните) − siedziba gminy,
- Bosiłkowo (bułg.: Босилково),
- Dawidkowo (bułg.: Давидково),
- Debeljanowo (bułg.: Дебеляново),
- Drjanka (bułg.: Дрянка),
- Dwe topoli (bułg.: Две тополи),
- Głogino (bułg.: Глогино),
- Gyłybowo (bułg.: Гълъбово),
- Krystatica (bułg.: Кръстатица),
- Małka Arda (bułg.: Малка Арда),
- Małko Kruszewo (bułg.: Малко Крушево),
- Orjachowec (bułg.: Оряховец),
- Płaninsko (bułg.: Планинско),
- Riben doł (bułg.: Рибен дол),
- Sliwka (bułg.: Сливка),
- Styrnica (bułg.: Стърница),
- Trawe (bułg.: Траве),
- Wisznewo (bułg.: Вишнево),
- Wyłczan doł (bułg.: Вълчан дол),
- Zagrażden (bułg.: Загражден).